# Gustav Kälber
Gustav Albert Kälber (* 9. Juli 1863 in Öschelbronn; † 28. März 1941 in Stuttgart) war ein deutscher Verwaltungsbeamter.

## Leben
Kälber, Sohn eines Lehrers und evangelischer Konfession, studierte nach dem Besuch des Gymnasiums Heilbronn von 1881 bis 1885 Regiminalwissenschaften in Tübingen. Hier schloss er sich der Landsmannschaft Schottland an. Er legte 1885 die erste und 1886 die zweite höhere Dienstprüfung ab.
Danach trat er in die württembergische Innenverwaltung ein. Er leitete als Oberamtmann das Oberamt Backnang von 1895 bis 1897. Von 1897 bis 1930 war er Kollegialrat in der Ministerialabteilung für das Hochbauwesen, zunächst mit der Dienststellung Regierungsrat. 1907 wurde er Oberregierungsrat, 1907 Ministerialrat und 1908 wirklicher Oberrat. 1930 trat er in den Ruhestand.

## Ehrungen
- 1903 Friedrichs-Orden, Ritterkreuz 1. Klasse
- 1910 Orden der Württembergischen Krone, Ritterkreuz
- 1916 Orden der Württembergischen Krone, Ehrenkreuz